# Aéroport de Lublin
L'Aéroport de Lublin (Port Lotniczy Lublin) (code IATA : LUZ • code OACI : EPLB) est un aéroport polonais  desservant la ville de Lublin et de la région environnante. Le site est situé à  6,2 kilomètres à l'est du centre de Lublin, à proximité de la ville de Świdnik. L'aéroport dispose d'une piste d'atterrissage de 2 520 mètres lui permettant d'accueillir des appareils de l'envergure d'un Boeing 737-800 simultanément. Sa construction a commencé à l'automne 2010 et l'ouverture officielle a eu lieu le 17 décembre 2012,. Le nouvel aéroport a remplacé le vieil aérodrome et sa piste en gazon utilisé par l'usine d'hélicoptères PZL-Świdnik.

## Situation
| \| 50 km1:3 411 000 \| Lublin Cracovie Gdańsk · Dantzig Łódź Olsztyn · Holsten Poznań · Posnanie Varsovie · Radom Rzeszów Szczecin · Stettin Varsovie · Modlin Wrocław · Vratislavie Katowice Zielona · Góra Varsovie · Chopin Bydgoszcz · Bromberg |
| 50 km1:3 411 000 |

## Compagnies aériennes et destinations
| Compagnies          | Destinations                                                   |
| ------------------- | -------------------------------------------------------------- |
| LOT Polish Airlines | Varsovie-Chopin                                                |
| Ryanair             | Bergame-Orio al Serio, Dublin, Gdańsk-L. Wałęsa, Londres-Luton |
| Wizz Air            | Londres-Luton En saison : Bourgas, Split                       |

Édité le 12/11/2019. Actualisé le 06/12/2022.

## Statistiques

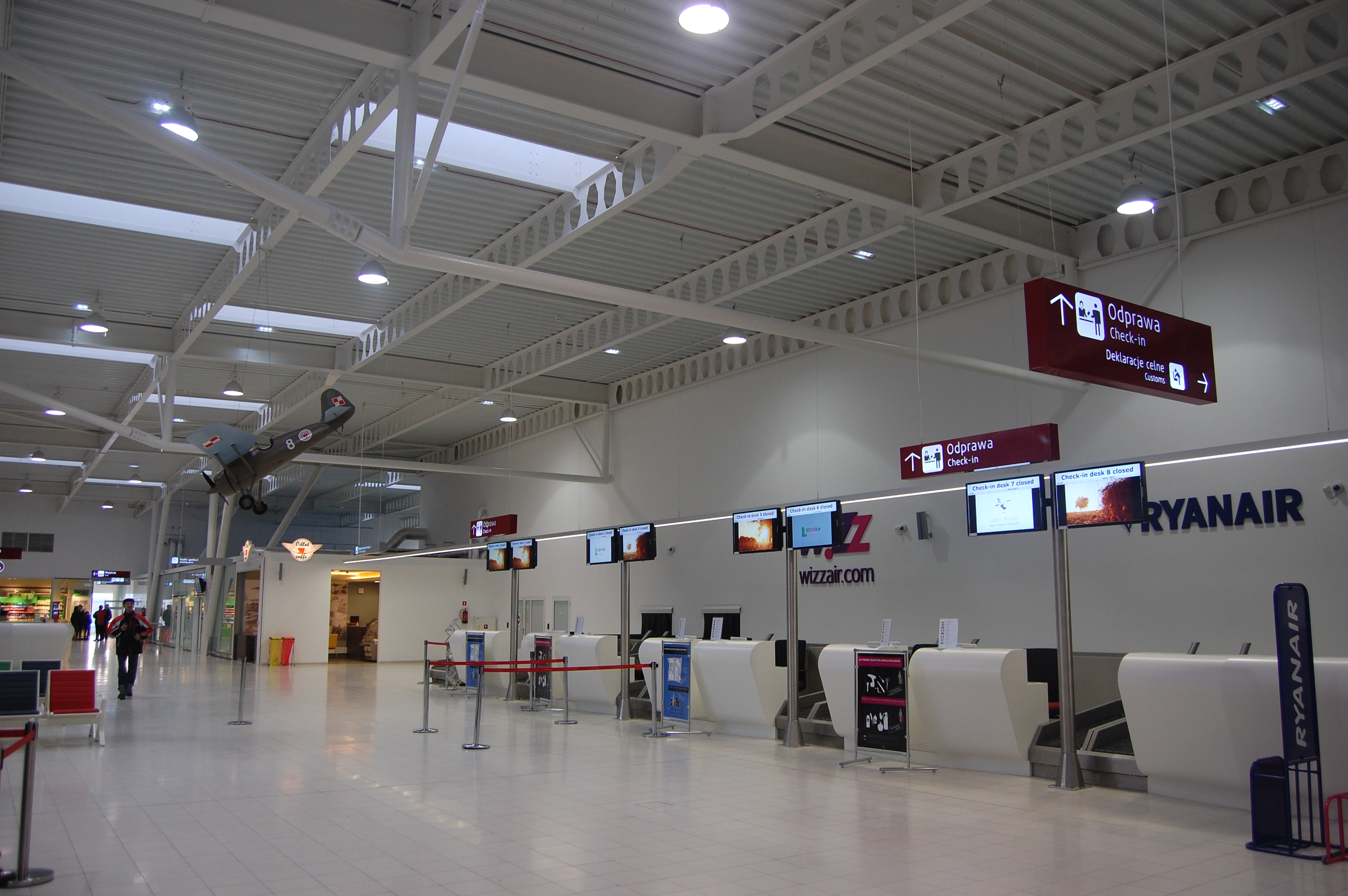
Terminal de l'intérieur.

Le graphique qui aurait dû être présenté ici ne peut pas être affiché car il utilise l'ancienne extension Graph, désactivée pour des questions de sécurité. Des indications pour créer un nouveau graphique avec la nouvelle extension Chart sont disponibles ici.

Voir la requête brute et les sources sur Wikidata.
| Année | Passagers | Évolution | Mouvements |
| ----- | --------- | --------- | ---------- |
| 2012  | 5 702     |           | 50         |
| 2013  | 189 699   | 3 226,9 % | 2 246      |
| 2014  | 187 595   | 1,1 %     | 3 254      |
| 2015  | 265 111   | 41,3 %    | 3 732      |

## Accès et transports

### Train

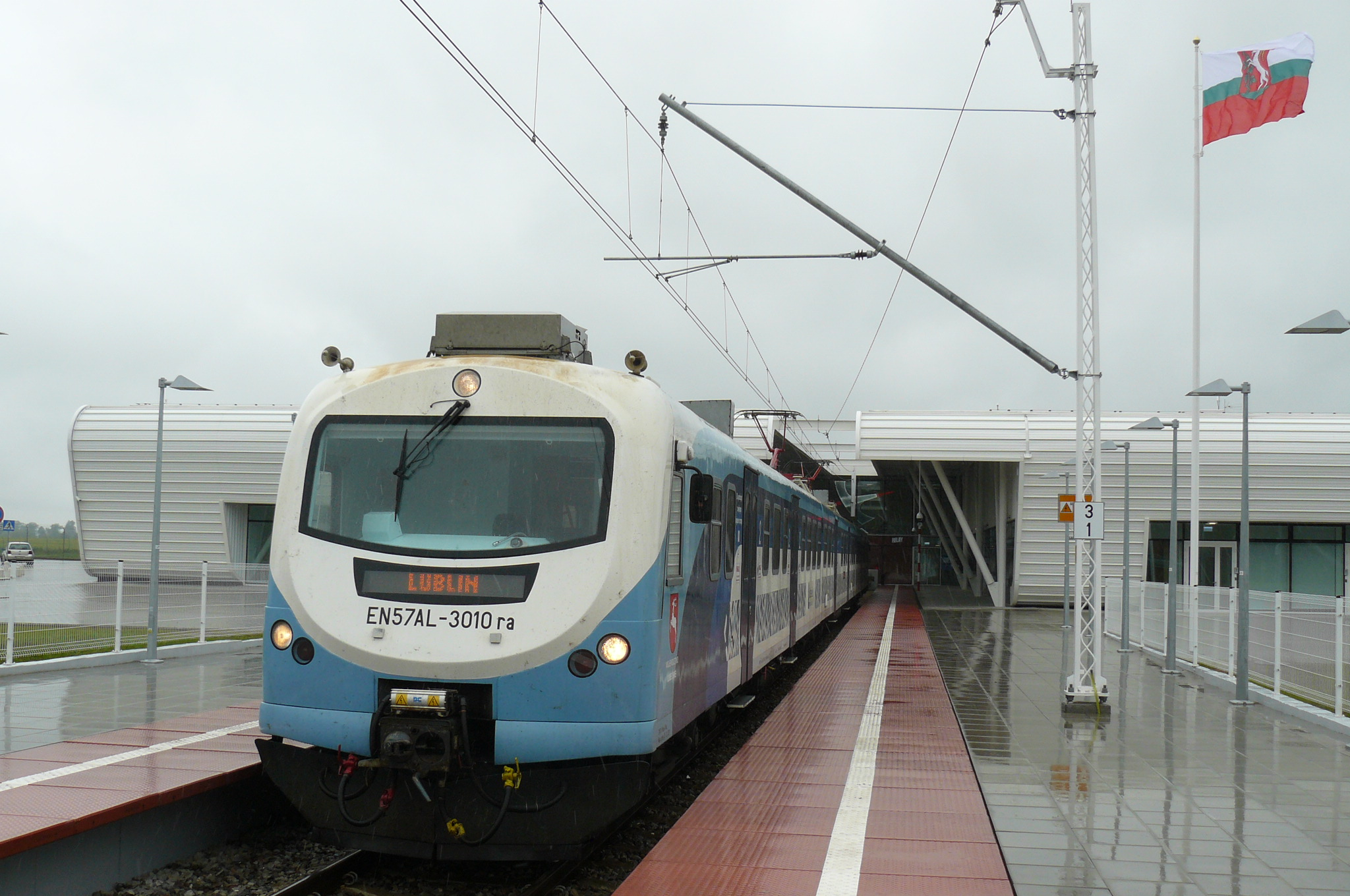
Train à la gare du terminal de l'aéroport

L'aéroport peut être relié par train, disposant d'une gare à l'intérieur du terminal de l'aéroport.

### Route
L'aéroport est situé à proximité de l'Autoroute S17.